# Szócsalád
A szóalaktanban és a szókészlettanban használt szócsalád terminus olyan szavak csoportját jelenti, amelyek ugyanabból a szóból származnak vagy azzal összetett szót alkotnak. A különböző nyelvészek a szócsaládok nagyságát gyakran kisebbnek vagy nagyobbnak ítélik meg. Hasonló értelmű szó a „szóbokor”, azonban ezt inkább tudományos fősodortól távol álló, gyakran áltudományos elméletek alkalmazzák, mint a sumer–magyar nyelvelméletek.

## A szócsalád köre
Egyes nyelvészek arra a körre szűkítik le a szócsaládot, amelyhez egy adott nyelvben egyazon tőből szóképzés útján keletkezett szavak, és az ilyen szavakból és egyéb tövű szavakból összetett szavak tartoznak.
Más szerzők szerint a szócsaládhoz olyan jövevényszavak is tartoznak, amelyek töve ugyanaz, mint az adott nyelvben keletkezett szavaké. Egyrészt a jövevényszó azon másik nyelvből származhat, amelyből az adott nyelv fejlődött ki. Például a klasszikus latin caput ’fej’ szóból a vulgáris latinban *capum lett, majd ebből a francia chef, tehát ez a latinból örökölt szó. Másrészt a latin szó töve megtalálható az ebből a nyelvből származó jövevényszavakban is, mint amilyenek a décapiter ’lefejezni’ vagy a capital ’kulcsfontosságú’, és ezek is a chef szócsaládjához tartoznak. Ugyanaz az esete a latin aqua ’víz’ szónak. A francia nyelvben eau alakúvá fejlődött, de az aqua alak is megvan az aquatique ’vízben élő’, aqueux ’vizes’, aqueduc ’vízvezeték’ jövevényszavakban, valamint az aquifère ’vizet vivő, vizet tartalmazó’, a franciában az ugyancsak latin eredetű -fère képzővel alkotott szóban. Egyes szavaknak latin ugyan az eredete, de nem a latinból vették át, hanem más nyelvből. Ilyen például az ehhez a szócsaládhoz tartozó aquarelle ’akvarell’ és a gouache, amelyek olasz jövevényszavak. Mindezek egyazon szócsalád tagjai. Olyan szócsalád is van, amelyhez egyazon tőből származó szinonimapár is tartozik. Ennek tagjai különböző úton kerültek a nyelvbe. Például a román ’testvéri’ jelentésű szó egyik alakja frățesc, a latinból származó frate ’fivér’ szóból képzett, a másik pedig a latinból való fratern jövevényszó.
Olyan nyelvészek is vannak, akik megkülönböztetnek alaktani szócsaládokat és jelentéstani szócsaládokat. Alaktani szócsaládok azok, amelyek képzéssel jöttek létre. Például a francia champignon ’gomba’ szócsaládjához tartozik a champignonner ’gombát szedni’ ige. Egy másik alaktani szócsalád alapja a latin fongus ’tengeri gomba’ (< klasszikus latin fungus), amelyből többek között a fongique ’gombaszerű, gomba által okozott’ melléknév képzett. Megint másik alaktani szócsalád a görög μύκης (mükész) ’gomba’ szóból származó myco- művelt előtaggal alkotott szavaké, pl. mycose ’gomba okozta betegség’. Ezt a három szócsaládot egyetlen jelentéstani szócsaládnak lehetne tekinteni, mivel jelentéstanilag nagyon közel állnak egymáshoz, sőt, ki is egészítik egymást. Nincs a champignon alaktani családjában melléknév, sem betegségnév, de létezik a fongique és a mycose. Nincs az utóbbi két szó alaktani családjában ige, de létezik a champignonner. Hasonló példa az angol nyelvben az eat ’eszik’ családja, amelyhez az ebből a szóból képzett szavak, a latin eredetű edible ’ehető’ (< edibilis) és egyéb szavak is tartoznak.
Olykor a szócsaládot nemcsak egy nyelvre korlátozzák, hanem egy egész nyelvcsaládra terjesztik ki. Ebben az értelemben egy szócsaládhoz tartozónak tekintik az összes olyan szót, amelyek ugyanabból a feltételezett indoeurópai alapnyelvben lévő szótőből származnak. Egy ilyen tőhöz a történeti-összehasonlító nyelvészet módszereivel megállapított hangtani törvények alapján jutnak. Ezek szerint például a szanszkrit parayati ’keresztülvinni’, az ógörög peirein ’átfúrni, átmenni, átfutni’, a latin portare ’vinni, viselni’, az örmény hordan ’előre haladni’, az óegyházi szláv pariti ’repülni’, az óangol faran ’menni, utazni’ és ezek mindegyik származéka egyetlen szócsaládhoz tartozik, amely az indoeurópai alapnyelvbeli *per- ’vezet vhova, áthalad’ jelentésű tőből származik.
Egy közös ősre visszavezethető szavak csoportját, attól függetlenül, hogy milyen úton kerültek egy adott nyelvbe, történelmi szócsaládoknak nevezik. Azon ilyen szócsaládokat, amelyek tagjait rokonnak érzik a nyelvhasználók, mint amilyen (franciául) az eau, aquatique, aqueux stb. szavaké, szinkrón szócsaládoknak nevezik. Azonban vannak olyan szavak is, amelyek ugyanarra a tőre vezethetők vissza, de a használóik már nem érzik a közöttük levő viszonyt. Ilyenek például (franciául) a salade ’saláta’ és sel ’só’, melyek a latin sal ’só’ tőszóból származnak. Hasonló eset az angolban a borrow ’kölcsönvesz’ és bargain ’tárgyal, alkuszik’ szavaké.

## Szócsaládok néhány nyelvben

### A magyarban
A magyar nyelvben fontos szóalkotási módszer a képzés, mellyel kiterjedt szócsaládok jönnek létre, például a szem tőszóból: szemcse, szemecske, szemelget, szemereg, szemerkél, szemes, szemez, szemlél, szemölcs stb. Egyesekben akár négyszer-ötször továbbképzett szavak is vannak, mint ad|at|ol|hat|atlan|ság.
Nagyon kiterjedt képzett és összetett szavakból álló szócsaládok jöttek létre az ősi, alapnyelvi szavakból, pl. az egykori al főnévből: alá, alatt, alant, alól, alul, alig, aláz, alázatos, alázkodik, alj, aljas, alom, almoz, alsó, alacsony, alany, alap, alapoz, alapít, alapítvány, alattomos, alattomban, alfél, alvilág, alperes, altiszt, alávaló, alattvaló, alföld stb.
Viszonylag újonnan a magyarba került szavak is, mint a lobbi, a pizza vagy a pláza teremtettek szócsaládot: lobbizik, lobbizás, lobbista; pizzéria, pizzasütő, pizzavendéglő; plázázik, plázázás, plázás.

### Egyéb nyelvekben
- (angolul): eat ’eszik’, eatable (képzett) és edible [a latinból átvett (< edibilis)] ’ehető’, edibility ’ehetőség’ inedible ’ehetetlen’, inedibility ’ehetetlenség’, eater ’evő’ (főnév), eatery ’étkezde’, edacious (a latin edax tövéből képzett) ’falánk’ stb.;[15]
- (horvátul): drvo ’fa’ (élő és nem élő) > drvce ’fácska’, drven ’fa-, fából való’, drvenjara ’faház’, drvar ’favágó’ és/vagy ’fát eladó ember’, drvarica ’favágó vagy fát hordó nő’, drvarnica ’fáskamra’;[16]
- (románul): bun ’jó’, bunătate ’jóság’, bunăvoință ’jóakarat’, bună-cuviință ’illem’, bunișor és bunicel ’jócska’, îmbuna ’jóvá/jobbá tenni vkit, megnyugtatni vkit’, îmbunare ’jóvá/jobbá tevés, megnyugtatás’, îmbunătăți ’jobbítani’ stb.[5]